# Ramazan Ramazanov
Ramazan Eldarovich Ramazanov (in russo Рамазан Эльдарович Рамазанов?; Oktyabrskoye, 15 febbraio 1995) è un lottatore russo naturalizzato bulgaro, specializzato nella lotta libera.

## Biografia
Ha gareggiato per la sino al 2019. Dal 2020 gareggia per la Bulgaria, anno in cui ha vinto il titolo nazionale bulgaro.
Ai campionati europei di Budapest 2022 ha vinto la medaglia di bronzo nei 70 kg.

## Palmarès
| Anno                             | Manifestazione | Sede     | Evento | Risultato | Note |
| -------------------------------- | -------------- | -------- | ------ | --------- | ---- |
| In rappresentanza della Bulgaria |                |          |        |           |      |
| 2022                             | Europei        | Budapest | 70 kg  | Bronzo    |      |